# Рао, Кальямпуди Радхакришна
Кальямпуди Радхакришна Рао (англ. Calyampudi Radhakrishna Rao, сокращённо C. R. Rao; 10 сентября 1920, Хадагали — 22 августа 2023) — индийский и американский математик и статистик. Автор нескольких теорем, связанных со статистическими оценками параметров распределения.

## Биография
Из семьи телугу. С детства познакомился со статистикой в индийском статистическом институте, и выбрал эту область своей будущей профессией. Получил степень магистра по математике в университете Андхра и магистра по статистике в университете Калькутты в 1943 году. С 1944 года работал в индийском статистическом институте, который послал его на работу в антропологический музей Кембриджа. Здесь он работал над исследованием результатов научных экспедиций.
Докторскую диссертацию, написанную под руководством Роналда Фишера и защищённую в 1948 году, Рао посвятил исследованиям генов мышей. В 1965 году он защитил постдокторантуру за свои достижения в области статистики. Сформулировал теорему Рао — Блеквелла и неравенство Крамера — Рао.
Удостоен наград индийской, американской и британской академий. Большую часть времени проводил в США, где сочетал преподавательскую деятельность с исследованиями в университете штата Пенсильвания.

## Основные работы
- А. М. Каган, Ю. В. Линник, С. Р. Рао. Характеризационные задачи математической статистики. — М.: Наука, 1972. — 656 с.
- C. R. Rao (chief ed.). Handbook of Statistics, Vols 1-18. New York and Amsterdam: North Holland/Elsevier Science Publishers.
- C. R. Rao. 2000. Statistical proofs of some matrix inequalities. Linear Algebra and its Applications 321: 307—320.
- C. R. Rao. 1998. A note on statistical analysis of shape through triangulation of landmarks. Proc. National Academy of Sciences 99: 2995—2998.
- C. R. Rao and D. N. Shanbhag. 1996. A note on a characteristic property based on order statistics. Trans. Am. Math. Soc. 124:299-302.
- Z. Bai and C. R. Rao. 1991. Edgeworth expansion of a function of sample means. Annals of Statistics 19:1295-1315